# ルイ・ギュスターヴ・ムシェル
ルイ・ギュスターヴ・ムシェル（Louis Gustave Mouchel、1852年1月11日 - 1908年5月27日）は、フランス出身の実業家。イギリス最大のエンジニアリング・コンサルタント会社のひとつであるムシェルの創業者である。

## 経歴
シェルブールで生まれ教育を受けたムシェルは、海軍士官として訓練を受けた後、政府鉱山学校で技師として学んだ。その後、道路省に入省した。
1875年にはウェールズのブリトンフェリーに移り、カーディフ・ウォッシュド・コール＆フュエル・カンパニー（Cardiff Washed Coal & Fuel Company）を設立した。フランソワ・アンネビックが開発した鉄筋コンクリート施工技術の代理店となり、これをフェロコンクリート（ferroconcrete）と呼んだ。
1907年、L.G.ムシェルを設立し、後にこの会社はイギリス最大のエンジニアリング・コンサルタント会社のひとつとなった。
成人後はほとんどをイギリスで過ごしたが、1908年にシェルブールで死去した。結婚することはなかった。

## 日本とのかかわり
1911年8月1日に、フランス人の建築家・都市計画家アンリ・プロストがフランス政府より在日本国フランス大使館の建築設計を依頼された。遠く離れた極東の国、日本の大使館用敷地の図面や建築材料単価が分からないために、各国で鉄筋コンクリート造の建設を手がけて現地の事情に詳しいフランソワ・アンネビックに書簡を送って相談したところ、アンネビックは、イギリスでの事業パートナーであるムシェルのムシェル・アンド・パートナーズ社に、日本における材料の品質と価格、業者と職人について問い合わせた。そして日本における砂、砂利、セメント鉄筋の単価を割り出し、アンネビック工法での鉄筋コンクリート造による大使館の詳細な検討を進めて、1912年2月23日に大使公邸の構造図まで用意した。